# Balta Albă (Buzău)
Pour les articles homonymes, voir Balta Albă.
Balta Albă est une commune du județ de Buzău en Roumanie.

## Démographie
En 201, la population était de 2 100 habitants.